# たのしいうた
『たのしいうた』は、NHK総合で1963年4月6日から1964年4月4日まで放送されていたこども向け音楽番組である。

## 概要
『みんなのうた』の兄弟番組として設けた音楽番組。
こどもたちの合唱ショーを中心に有名歌手による『みんなのうた』のヒット曲アンコールなどを放送した。

## 放送時間
- 土曜 18:25 - 18:35／金曜 16:50 - 17:00